# 카스틸리오네델라페스카이아
카스틸리오네델라페스카이아(이탈리아어: Castiglione della Pescaia)는 이탈리아 토스카나주 그로세토도에 있는 코무네다. 현 시가지는 중세 시대의 요새 주변으로 성장하였고 지명에서도 알 수 있듯이 거대한 어장을 가지고 있다.

## 역사
움브리아인들과 에트루리아인들이 이 지역의 최초의 정착민들로 추정되며, 카스틸리오네델라페스카이아는 로마 시대에 살레브로네(Salebrone)라는 명칭으로 기록되었다. 해안에 가까운 언덕 지역에 있어 훌륭한 지형이였고, 내륙에 있는 상당한 크기의 플레리우스 호수(Prelius)를 독점할 수 있었는데다가, 호수는 식량(생선)과 교역 상품(소금)을 제공했다.
중세 시대에는 해적들의 반복된 침입을 받아 대부분이 사라졌다. 9세기에 들어 현재의 명칭으로 다시 세워졌고, 교황령과 피사 공화국의 보호 아래로 들어갔다.
피사인들은 카스틸리오네를 자신들의 티레니아해 방어 체제중 핵심으로 사용하였다. 그들은 언덕 꼭대기에 망루 하나를 세웠고, 이후에 시타델의 핵심을 이룬 세 개의 망루를 추가하고 성벽을 이어 건설하였다.
13세기에 카스틸리오네는 독립 코무네가 되었다. 한편 옴브로네강이 프릴레 호수를 막아버리면서, 석호가 돼버렸다. 이렇게 생겨버린 석호는 말라리아 모기를 번식시켜, 카스틸리오네의 인구를 줄여버렸다. 이곳은 근처의 여러 국가(시에나, 메디치, 아라곤)에 보호를 요청했고 마침내 로렌 가문이 지배하던 토스카나 대공국의 영토가 되었다.
로렌 가문은 카스틸리오네인들의 삶을 높인 여러 정책들을 실시하였다. 슾지들을 몇십년 넘게 제거하여, 경작 가능한 땅을 늘렸고, 또한 말라리아 균을 옮기던 모기들 또한 줄어들었다.
토스카나 대공국이 1859년에 이탈리아로 통합된 후, 카스틸리오네는 그로세토 현의 일부가 되었다.